# Carmelo Giovanni Donno
Carmelo Giovanni Donno (Lecce, 11 maggio 1948 – Lecce, 26 luglio 2023) è stato uno storico italiano.
Si firmava anche Gianni Donno; fu ordinario di storia contemporanea presso l'Università del Salento.

## Biografia

### Studi e carriera
Dopo aver completato il liceo classico conseguì la laurea in lettere moderne nel 1971 all'Università di Lecce riportando la votazione di 110 e lode con tesi di laurea sul Partito Comunista Italiano negli anni trenta. Avendo vinto un concorso nazionale per posti di Assistente Ordinario di Storia contemporanea nel 1976, fu poi vincitore di concorso per professore associato nel 1980, e divenne professore ordinario nel 2001. Fu consulente storico della Commissione parlamentare d'inchiesta sul terrorismo e le stragi a partire dal 1999, poi consulente storico della Commissione parlamentare d'inchiesta sul dossier Mitrochin a partire dal 2002.

### Campi di attività
Svolse ricerche sul movimento operaio e sindacale nel Mezzogiorno e sulla politica internazionale nel secondo dopoguerra. Ricevette il premio nazionale Walter Tobagi per la ricerca storica nel 1988. Ebbe il ruolo di componente del Comitato scientifico della Fondazione di studi storici Filippo Turati di Firenze. Fu membro del Comitato scientifico della rivista "Ventunesimo secolo" del Centro studi sulle Transizioni della Luiss di Roma. Svolse anche attività di editorialista del Corriere del Mezzogiorno. Collaborò ai quotidiani Corriere della Sera, Il Giornale e Libero.
Ha redatto inoltre, per la Commissione parlamentare sul dossier Mitrochin, una monografia storico-archivistica dal titolo Il libro nero del comunismo italiano 1945-2000, pp. 158 (introduzione) + 1760 di documenti allegati a supporto, depositata nel marzo 2006 nella segreteria della Commissione (Senato della Repubblica); la stessa pubblicazione fu successivamente sottoposta a provvedimento di secretazione e pertanto non è accessibile alla data del 2012.

## Pubblicazioni
- La "Gladio rossa" del Pci 1945-1967, Soveria Mannelli, Rubbettino, 2001, pp. 553
- Il Movimento socialista nel Mezzogiorno 1903-1913, II volume, Angeli, Milano, 2004, pp. 251
- I comunisti italiani e i piani d'invasione del Patto di Varsavia, in "Nuova storia contemporanea", 6, 2006, pp. 11–36
- L'apparato para-militare del Pci nel dossier Mitrokhin, in AA.VV., L'influenza del comunismo nella storia d'Italia, Soveria Mannelli, Rubbettino, 2008, pp. 157–194